# オコエ・ディクソン
オコエ・リシャード・ディクソン（O'Koyea Rishaard Dickson, 1990年2月9日 - ）は、アメリカ合衆国カリフォルニア州サンフランシスコ出身の元プロ野球選手（外野手）。右投右打。

## 経歴

### プロ入りとドジャース時代

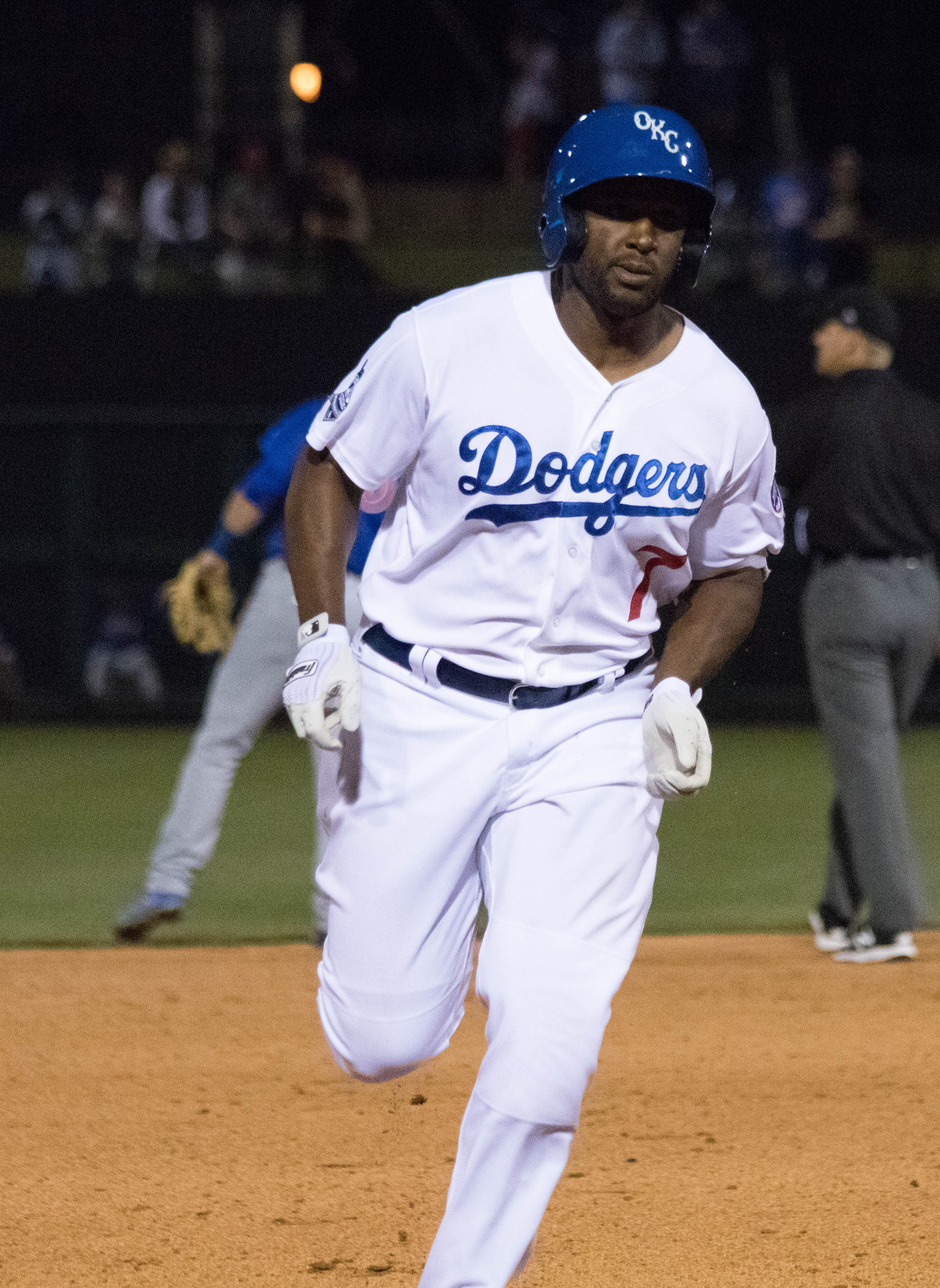
ドジャース傘下時代

2011年にMLBドラフト12巡目でロサンゼルス・ドジャースから指名され入団。ルーキー級のオグデン・ラプターズでプロデビュー。48試合に出場し、打率.333、13本塁打、38打点を記録した。
2012年は、A級グレートレイクス・ルーンズで106試合に出場し、打率.272、17本塁打、48打点を記録した。
2013年は、A+級ランチョクカモンガ・クエークスで122試合に出場し、打率.280、15本塁打、88打点を記録した。
2014年は、AA級チャタヌーガ・ルックアウツで126試合に出場し、打率.269、17本塁打、73打点を記録した。
2015年は、AAA級オクラホマシティ・ドジャースで117試合に出場し、打率.262、13本塁打、50打点を記録した。
2016年は、AAA級オクラホマシティ・ドジャースで101試合に出場し、打率.328、18本塁打、64打点を記録した。
2017年は、AAA級オクラホマシティ・ドジャースで打率.246、24本塁打、76打点を記録し、9月1日にメジャー契約を結んでアクティブ・ロースター入りした。翌日の試合に左翼手としてメジャー初出場。初ヒットは9月23日のサンフランシスコ・ジャイアンツ戦でマディソン・バンガーナーから記録した。その後試合中のプレーで左肩を損傷したため、10月に関節唇などを修復する手術を行った。11月6日にFAとなった。

### 楽天時代
2017年12月26日、NPBの東北楽天ゴールデンイーグルスと契約したことが球団から発表された。背番号は55。
2018年、「2人目のオコエ」として注目を集めたが、前年の手術からの実戦復帰が5月15日の二軍戦と大きく出遅れた。5月24日に一軍昇格し、5月25日の福岡ソフトバンクホークス戦で初安打初打点を挙げるも、デビューから4試合で13打数1安打と結果が出ず二軍落ち。再昇格後の6月13日の中日ドラゴンズ戦で初本塁打を放ったが、その後は左太ももを痛め再び二軍落ちした。8月にも2度登録されたが調子が上向くことはなく、シーズン通算で22試合に出場し打率.175、1本塁打、3打点に終わり、12月3日に退団が発表された。

### 楽天退団後
2019年2月15日にワシントン・ナショナルズとマイナー契約。5月14日にFAとなった。6月3日に独立リーグ・アトランティックリーグのシュガーランド・スキーターズと契約。6月25日にメキシカンリーグのドゥランゴ・ジェネラルズと契約したが、7月29日にFAとなった。8月3日にパシフィック・アソシエーションのヴァレーホ・アドミラルズと契約したが、このシーズン限りで退団した。

### 現役引退後
2022年より、自身も現役時代に所属した、ロサンゼルス・ドジャース傘下A級ランチョクカモンガ・クエークスの打撃コーチに就任した。

## 選手としての特徴
マイナー通算736試合で117本塁打を放ったパワーヒッター。広角に長打が打てるのが持ち味。
楽天時代にオコエ瑠偉とチームメイトとなったのは偶然であり、血縁関係などはない。またオコエ（Okoye）瑠偉が名字であるのに対し、オコエ（O'Koyea）・ディクソンは名前であり、綴りも異なる。また1軍で揃ってベンチ入りする機会はなかった。

## 詳細情報

### 年度別打撃成績
| 年 度    | 球 団    | 試 合 | 打 席 | 打 数 | 得 点 | 安 打 | 二 塁 打 | 三 塁 打 | 本 塁 打 | 塁 打 | 打 点 | 盗 塁 | 盗 塁 死 | 犠 打 | 犠 飛 | 四 球 | 敬 遠 | 死 球 | 三 振 | 併 殺 打 | 打 率 | 出 塁 率 | 長 打 率 | O P S |
| -------- | -------- | ----- | ----- | ----- | ----- | ----- | -------- | -------- | -------- | ----- | ----- | ----- | -------- | ----- | ----- | ----- | ----- | ----- | ----- | -------- | ----- | -------- | -------- | ----- |
| 2018     | 楽天     | 22    | 60    | 57    | 2     | 10    | 0        | 0        | 1        | 13    | 3     | 0     | 1        | 0     | 0     | 1     | 0     | 2     | 20    | 0        | .175  | .217     | .228     | .445  |
| NPB：1年 | NPB：1年 | 22    | 60    | 57    | 2     | 10    | 0        | 0        | 1        | 13    | 3     | 0     | 1        | 0     | 0     | 1     | 0     | 2     | 20    | 0        | .175  | .217     | .228     | .445  |

- 2018年度シーズン終了時

### 年度別守備成績
| 年 度 | 球 団 | 外野  | 外野  | 外野  | 外野  | 外野  | 外野     |
| 年 度 | 球 団 | 試 合 | 刺 殺 | 補 殺 | 失 策 | 併 殺 | 守 備 率 |
| ----- | ----- | ----- | ----- | ----- | ----- | ----- | -------- |
| 2018  | 楽天  | 12    | 12    | 0     | 0     | 0     | 1.000    |
| 通算  | 通算  | 12    | 12    | 0     | 0     | 0     | 1.000    |

- 2018年度シーズン終了時

### 記録
NPB
- 初出場・初先発出場：2018年5月24日、対オリックス・バファローズ12回戦（東京ドーム）、5番・指名打者で先発出場
- 初打席：同上、2回裏に西勇輝から遊ゴロ
- 初安打・初打点：2018年5月25日、対福岡ソフトバンクホークス10回戦（福岡ヤフオク! ドーム）、1回表に東浜巨から右前安打
- 初本塁打：2018年6月13日、対中日ドラゴンズ2回戦（楽天生命パーク宮城）、3回ウラに小笠原慎之介から左越ソロ

### 背番号
- 55 （2018年）